# Boris Alexandrowitsch Zybin
Boris Alexandrowitsch Zybin (russisch Борис Александрович Цыбин, wiss. Transliteration Boris Aleksandrovič Cybin; * 14. Juni 1928 in Rschew; † 7. August 2011 in Moskau) war ein sowjetischer Eisschnellläufer.
Zybin, der für den ZSKA Moskau startete, wurde bei den Olympischen Winterspielen 1956 in Cortina d’Ampezzo Neunter über 10.000 m und bei der Mehrkampfweltmeisterschaft 1958 in Helsinki Elfter im Großen Vierkampf. Bei der Mehrkampfweltmeisterschaft 1957 in Östersund gewann er die Bronzemedaille im Großen Vierkampf.

## Persönliche Bestzeiten
| Disziplin | Zeit         | Datum           | Ort       |
| --------- | ------------ | --------------- | --------- |
| 500 m     | 43,90 s      | 15. Januar 1957 | Almaty    |
| 1500 m    | 2:13,70 min  | 20. Januar 1955 | Almaty    |
| 3000 m    | 4:52,20 min  | 25. Januar 1958 | Östersund |
| 5000 m    | 8:08,50 min  | 26. Januar 1964 | Almaty    |
| 10.000 m  | 16:36,50 min | 20. Januar 1955 | Almaty    |